# Guatemalagran
Guatemalagran (Abies guatemalensis) är en växtart i släktet ädelgranar och familjen tallväxter. Arten beskrevs av Alfred Rehder. IUCN kategoriserar arten globalt som starkt hotad.

## Beskrivning
Guatemalagranen är ett träd, omkring 35–40 meter högt. Arten är nära släkt med Abies jaliscana, som tidigare ansågs vara en varietet av guatemalagranen.

## Utbredning och habitat
Guatemalagranen växer vilt i Centralamerika från södra Mexiko till Honduras.
Arten växer ofta ihop med andra barrträd som trivs på hög höjd, såsom Abies religiosa, mexikansk cypress, Pinus ayacahuite, mexikansk tall, Pinus devoniana, Pinus montezumae och Pinus pseudostrobus. På lägre höjd samexisterar den med arter i smultronträdssläktet, ensläktet och eksläktet, eller förekommer i öppna skogar som domineras av Arbutus xalapensis, Baccharis vaccinioides, Cestrum guatemalense, Litsea glaucescens, Rubus trilobus, Salvia cinnabarina och Sambucus mexicana.
Guatemalagranen förekommer vanligtvis relativt glest på sina växtplatser, och produktionen av kottar kan vara oregelbunden. I Guatemala har dock god återväxt observerats.

## Användning
Arten har länge varit värdefull som timmer och för att tillverka träkol. De raka stammarna och det tämligen mjuka träet gör det särskilt lämpat att bygga med, men det har på senare år[när?] också börjat användas som julgranar och som dekoration.

## Hot
Det främsta hotet mot guatemalagranen är avverkning, trots att den kvarvarande populationen framför allt återfinns i avlägsna bergsområden, som delvis skyddas som nationalparker eller naturreservat. I Guatemala och El Salvador växer arten där den mänskliga populationen är som tätast, vilket har menlig inverkan på de kvarvarande skogarna. I Honduras finns dock stora områden av intakta skogar, men arten påverkas ändå negativt av avverkning, skogsbete och röjning för jordbruk.